# Schwerin (Landkreis Dahme-Spreewald)
Schwerin település Németországban, azon belül Brandenburgban. Lakosainak száma 929 fő (2023. december 31.).

## Népesség
A település népességének változása:
| Lakosok száma | 794  | 820  | 847  | 917  | 926  | 929  |
|               | 2012 | 2017 | 2019 | 2021 | 2022 | 2023 |